# Charles Shaar Murray
Charles Shaar Murray (* 1951) je anglický hudební kritik a novinář.

## Život
Jeho první zkušenosti s novinařinou jako profesí přicházejí okolo roku 1970, když je požádán o spolupráci v satirickém magazínu Oz. Dále také psal pro International Times, až konečně zakotvil u New Musical Express, kde zůstal od roku 1972 celých 14 let. Jako externista pracoval také pro MacUser, Prospect, New Statesman, The Guardian, The Observer, The Daily Telegraph, Vogue, Guitarist a The Independent.

## Dílo
Mimo novinových článků napsal také několik knih:
- Shots From The Hip, ISBN 0-14-012341-5, selected writings from his first two decades as a journalist
- Blues on CD: The Essential Guide, (1993), ISBN 1-85626-084-4
- Crosstown Traffic: Jimi Hendrix and Post-War Pop, hudební biografie Jimi Hendrix, ISBN 0-571-20749-9. Kniza vyhrála cenu na The Ralph Gleason Music Book Award.
- Boogie Man: Adventures of John Lee Hooker in the American 20th Century, životopis John Lee Hookera, ISBN 0-14-016890-7. Nominováno na The Gleason award.
- David Bowie: An Illustrated Record, with Roy Carr, ISBN 0-906008-25-5